# 로강 코스타
로강 에반스 코스타(포르투갈어: Logan Evans Costa, 프랑스어: Logan Evans Costa, 2001년 4월 1일 ~ )는 스페인 라리가의 비야레알 CF에서 센터백으로 뛰고 있는 프랑스 태생 카보베르데의 프로 축구 선수로 카보베르데 국가대표팀의 일원으로도 활동 중이다.

## 어린 시절
코스타는 프랑스 생드니에서 카보베르데 출신 가정에서 태어났다.

## 구단 경력
발두아즈주 아르장퇴유에서 축구를 시작한 로강 코스타는 2016년 랭스의 유소년 아카데미에 합류했다.
2018-19년 시즌부터 랭스의 샹피오나 나시오날 2 리저브 소속 선수인 코스타는 다음 시즌 동안 주장을 맡았다. 리그 1 경기의 프로 선수단에서 몇 차례 출전한 그는 2020-21년 시즌에 샹피오나 나시오날 팀인 르망으로 임대되었다.
르망이 리그 2에서 새로 강등되면서, 그는 팀 내에서 뛰어난 선수들 중 한 명이었고, 샹피오나 나시오날에서 선발 출전하여 26경기를 모두 뛰었는데, 클럽은 간신히 승격 플레이오프를 놓쳤다.
이 유망한 임대 기간 후, 코스타는 랭스로부터 계약 연장을 제안받았지만, 더 많은 경기 시간을 찾기 위해 다른 곳을 찾기로 결정했다. 계약 기간이 1년 남은 가운데, 프랑스, 이탈리아, 독일의 여러 클럽들이 젊은 센터백에 관심을 보였지만, 그는 결국 2021년 8월  툴루즈로 이적했다.
2024년 8월 22일, 코스타는 라리가 클럽 비야레알과 6년 계약을 체결했다. 그는 8월 26일 셀타 비고와의 리그 경기에서 교체 출전하며 클럽 데뷔전을 치렀고, 팀은 승리했다. 9월 14일, 그는 마요르카를 상대로 2-1 승리를 이끌며 비야레알에서의 첫 골을 기록했다.

## 국가대표팀 경력
프랑스 U-16와 U-17의 국가대표인 코스타는 코로나19로 인해 대부분이 취소된 기간에 공식 경기를 치르지 않고 프랑스 U-19와 U-20 국가대표로도 선발되었다.
2022년 3월 16일, 그는 카보베르데 국가대표팀의 첫 국제 차출을 받았다. 그는 과들루프와의 친선 경기에서 카보베르데와 함께 데뷔했다. 그는 나중에 2023년 아프리카 네이션스컵에 카보베르데를 대표하여 소집되어, 8강전에서 탈락하기 전까지 5경기에 모두 출전했다.